# Salon 101
Środowisko Salonu 101 powstało w roku 1984, kiedy Małgorzata Bocheńska zainicjowała w swoim warszawskim mieszkaniu przy ulicy Saskiej 101, spotkania elit intelektualnych i artystycznych. Chodziło przede wszystkim o kreowanie postaw i działań publicznych na rzecz koniecznych transformacji. Zorganizowano forum dyskusyjne, rozważaniom towarzyszyły wernisaże, pokazy filmowe, wieczory literackie, przedstawienia teatralne i muzyczne.
Powołana w 1997 roku przez Małgorzatę Bocheńską Fundacja Salonu 101 zrealizowała też wiele projektów spośród, których wyznaczony na 8 września -  Dzień Dobrej Wiadomości zadomowił się na stałe w polskim kalendarzu świąt i obchodów.
Na przestrzeni 25 lat aktywności przewinęło się przez Salon Bocheńskiej około 30 tysięcy osób z wielu niezależnych środowisk twórczych. Ideą naczelną salonowych spotkań było dążenie do porozumieniu ponad podziałami. 
Wśród mniej więcej dwustu najwierniejszych  „ludzi salonu”  są osobowości tak różne i znane jak: Andrzej Anusz, Severyn Ashkenazy, Roman Bartoszcze, Józef Maria Bocheński, Szymon Bojko, Maria Bojarska, Ernest Bryll, Władimir Bukowski, Anna Chodakowska, Mirosław Chojecki, Mirosław Czyżykiewicz, Urszula Dudziak, Barbara Dziekan, Wojciech Eichelberger, Feliks Falk, Krzysztof Gąsiorowski, Adam Hanuszkiewicz, Garri Kasparow, Andrzej Tadeusz Kijowski, Jacek Kleyff, Michał Klinger, Zygmunt Kubiak, Milo Kurtis, Piotr Lachmann, Jolanta Lothe, Marek Majewski, Jarosław Markiewicz, Karol Myśliwiec, Jan Niksiński, Czesław Okińczyc, Rafał Olbiński, Jacek Ostaszewski, Jan Parys, Jerzy Prokopiuk, Tadeusz Rolke, Zbigniew Romaszewski, Erna Rosenstein, Radosław Sikorski, Tadeusz Sobolewski, Stanisław Soyka, Jadwiga Staniszkis, Romuald Szeremietiew, Michał Tarkowski, Leopold Unger, Michał Urbaniak, Władysław Zawistowski.